# Senat von Iowa

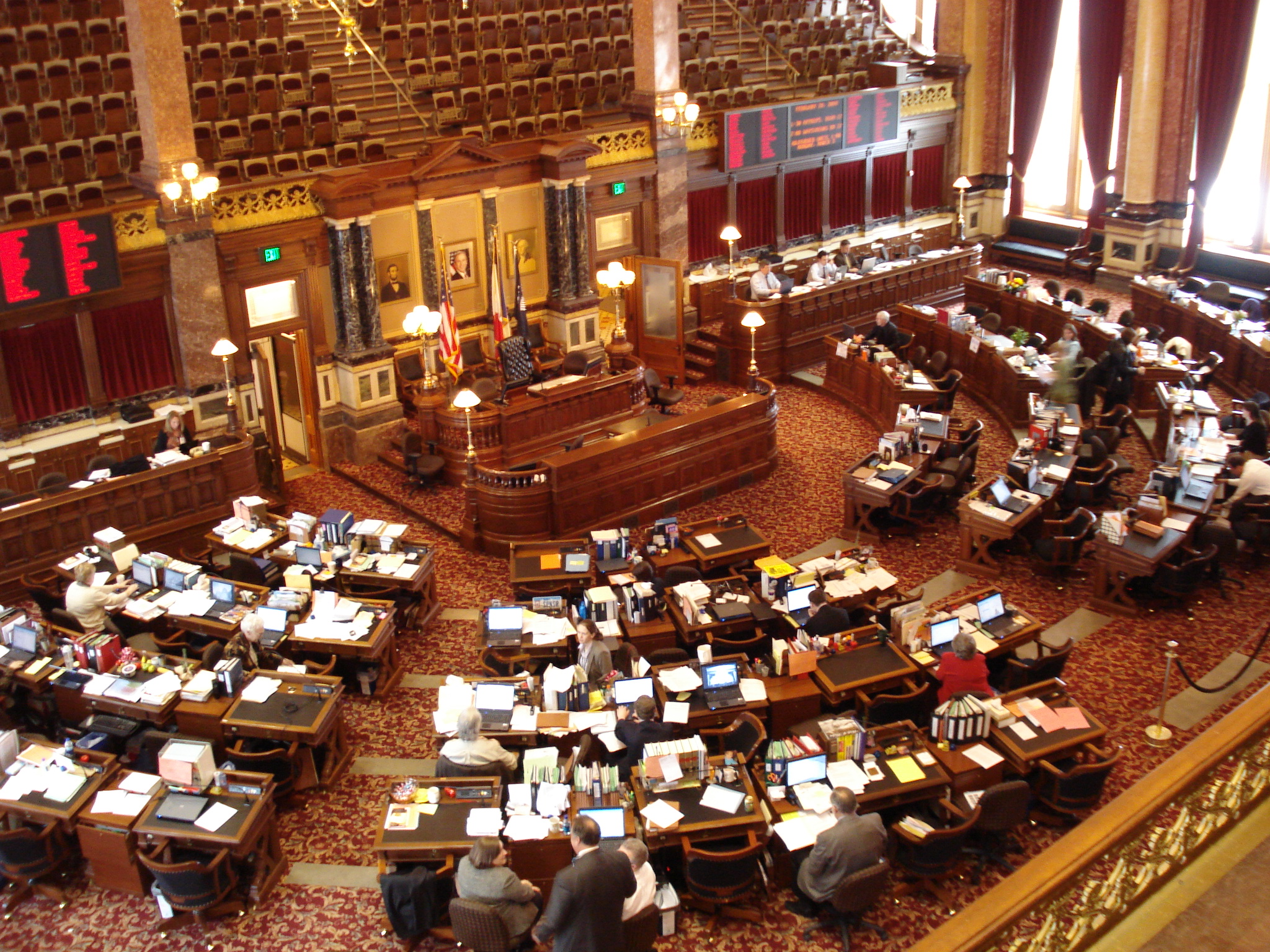
Der Plenarsaal des Senats von Iowa im State Capitol in Des Moines

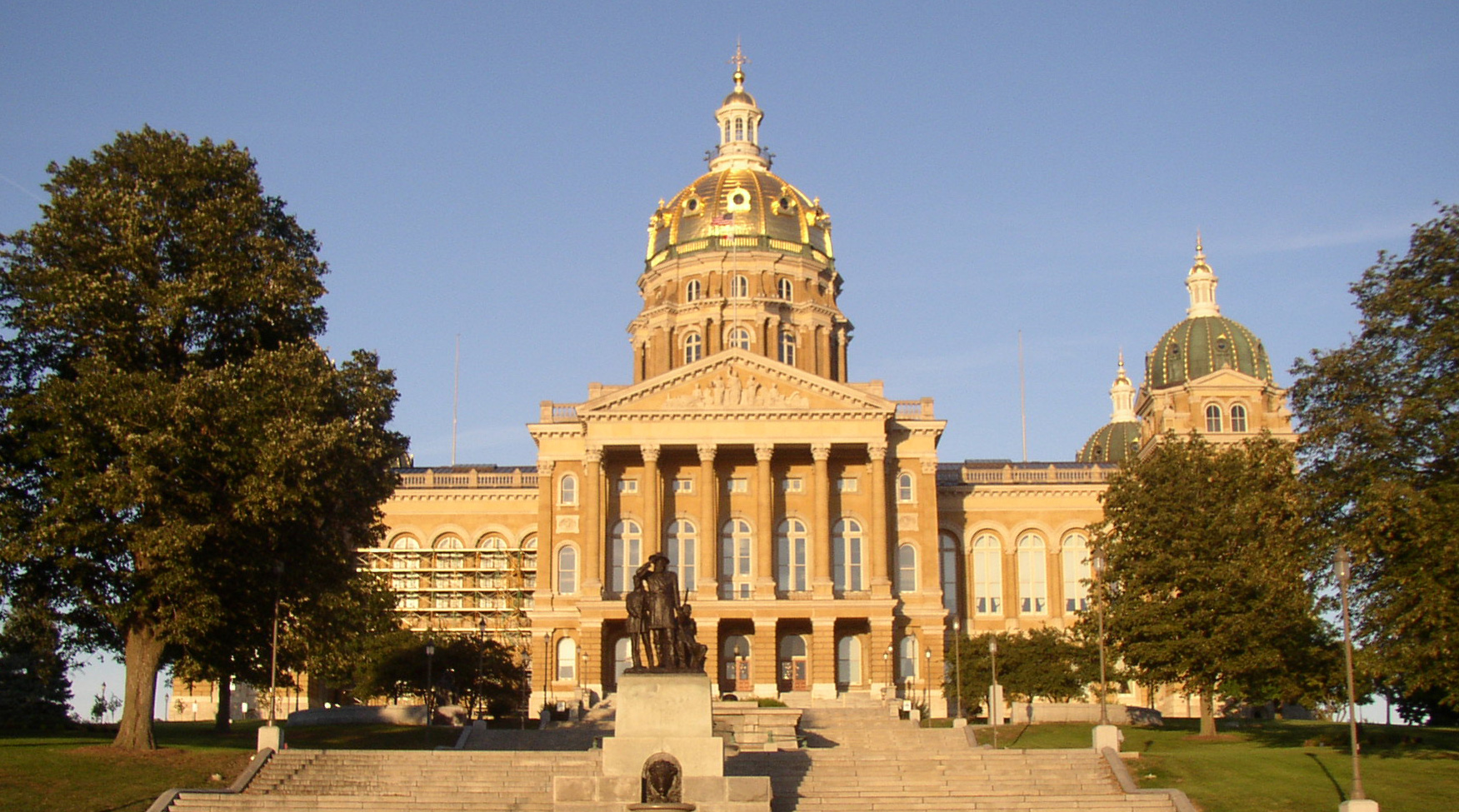
Das Kapitol von Iowa mit seiner goldenen Kuppel

Der Senat von Iowa (Iowa Senate) ist das Oberhaus der Iowa General Assembly, der Legislative des US-Bundesstaates Iowa.
Die Parlamentskammer setzt sich aus 50 Mitgliedern zusammen, die jeweils einen Wahldistrikt repräsentieren. Jede dieser festgelegten Einheiten umfasst eine Zahl von durchschnittlich 59.500 Einwohnern und entspricht jeweils zwei Wahldistrikten zum Repräsentantenhaus des Staates. Die Senatoren werden jeweils für vierjährige Amtszeiten gewählt; eine Beschränkung der Amtszeiten existiert nicht. Die Hälfte der Mitglieder stellt sich jeweils alle zwei Jahre zur Wahl.
Der Sitzungssaal des Senats befindet sich gemeinsam mit dem Repräsentantenhaus im Iowa State Capitol in der Hauptstadt Des Moines.

## Präsident des Senats
Der dem Gremium vorstehende Präsident des Senats hat im Vergleich zum Speaker des Repräsentantenhauses weniger Kompetenzen. So kann er nicht den Vorsitz über die Ausschüsse vergeben und auch keine Mitgliedschaft zu den Ausschüssen entziehen. Seit einer 1991 in Kraft getretenen Erweiterung zur Staatsverfassung übt der jeweilige Vizegouverneur nicht mehr das Amt des Senatspräsidenten aus, sondern beschränkt sich darauf, die vom Gouverneur übertragenen Aufgaben auszuführen.
Zum Senatspräsidenten wurde die Republikanerin Amy Sinclair aus dem 12. Wahldistrikt gewählt. Präsident pro tempore ist der Republikaner Brad Zaun.

## Zusammensetzung nach der Wahl im Jahr 2022
| Partei | Partei                 | Abgeordnete |
| ------ | ---------------------- | ----------- |
|        | Demokratische Partei   | 16          |
|        | Republikanische Partei | 34          |
| Summe  | Summe                  | 50          |

Zum Mehrheitsführer (Majority leader) der Republikaner wurde Jack Whitver gewählt; Oppositionsführer (Minority leader) ist die Demokratin Pam Jochum, die von 2013 bis 2017 Senatspräsidentin war.

## Ehemalige Mitglieder des Senats
- Steve King, seit 2003 Abgeordneter im US-Repräsentantenhaus für Iowa.
- Samuel Jordan Kirkwood, zweimaliger Gouverneur von Iowa (1860 bis 1864, 1876 bis 1877), zweimaliger US-Senator (1866 bis 1867, 1877 bis 1881), US-Innenminister von 1881 bis 1882.
- Tom Vilsack, Gouverneur von Iowa von 1999 bis 2007.
- George A. Wilson, Gouverneur von Iowa von 1939 bis 1943.
- George G. Wright, US-Senator von 1871 bis 1877.